# Ulrich Schröder (Manager)
Ulrich Schröder (* 19. März 1952 in Melle; † 25. März 2018) war ein deutscher Jurist, Betriebswirt und Bankmanager. Von 2008 bis Ende 2017 war er Vorstandsvorsitzender der KfW Bankengruppe.

## Herkunft und Ausbildung
Ulrich Schröder, erstes von zwei Kindern des Sparkassendirektors Konrad Schröder und dessen Frau Gertrud, geb. Lampkemeyer, studierte nach seinem Abitur am Gymnasium Melle ab 1970 an der Westfälischen Wilhelms-Universität in Münster Rechtswissenschaft und Betriebswirtschaftslehre. Von 1974 bis 1975 war er Bundesvorsitzender des CDU/CSU-nahen Studentenverbandes RCDS. 1978 legte er sein erstes juristisches Staatsexamen am Oberlandesgericht Hamm und das zweite 1980 am Oberlandesgericht Oldenburg ab. Nach wissenschaftlicher Assistenz an der Universität in Münster studierte er von 1982 bis 1983 an der US-amerikanischen University of Illinois (Master of Comparative Law). 1983 wurde Schröder an der Westfälischen Wilhelms-Universität Münster mit der Dissertation „Altersbedingte Kündigungen und Altersgrenzen im Individualarbeitsrecht: zur Zulässigkeit einer „Zwangspensionierung“ mit 65 Jahren“ zum Dr. iur. promoviert.

## Berufliche Karriere
1983 trat Schröder in den Dienst der Westdeutschen Landesbank. Er war zuerst Mitarbeiter des Vorstandsstabes, 1985 wurde er Leiter der Abteilung und 1987 erfolgte die Ernennung zum Prokuristen der Bank. 1987 wechselte er nach London, wo er in der dortigen Niederlassung der WestLB tätig war. 1991 wurde er Abteilungsdirektor und ein Jahr darauf Geschäftsbereichsleiter für die Niederlassungen Münster und Bielefeld. 1995 wurde er Bankdirektor und zwei Jahre später Mitglied des Vorstandes der WestLB France, im folgenden Jahr wurde er Leiter der dortigen Niederlassung. Ab 2001 leitete er den Geschäftsbereich Chemie/Life Sciences.
Im April 2002 wurde Ulrich Schröder Mitglied des Vorstandes der WestLB und bereitete dort die Abspaltung der NRW.Bank vor. Mit dem Vollzug der Abspaltung im August 2002 wurde er Mitglied des dortigen Vorstandes, dessen Vorsitz er zum 1. Januar 2006 übernahm.
Zum 1. September 2008 wechselte Ulrich Schröder als Vorstandsvorsitzender zu der KfW Bankengruppe und wurde Nachfolger des Interimschefs Wolfgang Kroh. Nachdem der zwischenzeitlich als Nachfolger diskutierte Jörg Asmussen aus familiären Gründen einen Umzug nach Frankfurt abgelehnt hatte, wurde Schröders Vertrag im Dezember 2015 bis 2020 verlängert. Schröder war Initiator der KfW-Stiftung.
Im Dezember 2015 informierte Schröder die KfW-Mitarbeiter darüber, dass er an Lymphdrüsenkrebs leide und im Falle seiner Abwesenheit von Vorstandsmitglied Günther Bräunig vertreten werde. Ende 2016 wurde er dauerhaft krankgeschrieben. Im Dezember 2017 wurde sein Ausscheiden aus dem Vorstand der KfW – aus gesundheitlichen Gründen – zum Jahresende 2017 bekanntgegeben. Im März 2018  starb er sechs Tage nach seinem 66. Geburtstag an Krebs.

## Mandate und Mitgliedschaften
Schröder hatte mehrere Mandate und Ehrenämter inne; u. a. war er Mitglied des Aufsichtsrates der KfW IPEX-Bank, Deutschen Investitions- und Entwicklungsgesellschaft (DEG), der Deutschen Post AG (Aufsichtsratsmitglied 2008–2018; Strategieausschuss 2013–2017) und der Deutschen Telekom AG. Beiratsposten hatte er unter anderem inne bei der Fraport AG, der HSBC Trinkaus & Burkhardt, Fondazione Centesimus Annus Pro Pontifice (CAPP) und andere. Schröder war langjähriges Vorstandsmitglied des Bundesverbandes Öffentlicher Banken Deutschlands (VÖB) sowie langjähriges Präsidiumsmitglied der Freiherr-vom-Stein-Gesellschaft.

## Privates
Ulrich Schröder war katholisch und engagierte sich für die katholische Soziallehre. Er war bereits früh ehrenamtlich in der Pfarrgemeinde St. Matthäus in Melle, bei den Pfadfindern oder als Bundesvorsitzender des Rings Christlich-Demokratischer Studenten (RCDS) und im Bund Katholischer Unternehmer (BKU) tätig. 2013 wurde er zum Mensch Melle 2013 ausgezeichnet.
Er war verheiratet mit Maria Schröder; aus der Ehe stammen drei Kinder.